# Pierre Étienne Louis Eyt
Pierre Étienne Louis Eyt (4 de junho de 1934 - 11 de junho de 2001) foi um cardeal francês da Igreja Católica Romana e Arcebispo Metropolitano de Bordeaux e Bazes.

## Início da vida e ordenação
Ele nasceu em Laruns , França, filho de Jean Eyt e Josephine Gabastou. Ele foi educado no Instituto de Estudos Jurídicos e Econômicos em Pau , o Seminário de Pio XI , o Seminário do Instituto Católico e na Pontifícia Universidade Gregoriana , em Roma, onde obteve seu doutorado em teologia . Ele foi ordenado em 29 de junho de 1961.

## Trabalho pastoral
Depois de sua ordenação, ele fez trabalho pastoral na diocese de Bayonne de 1961 a 1963. Depois, ele trabalhou como membro do corpo docente e depois vice-reitor e, depois, reitor do Instituto Católico de Toulouse e, em 1981 , reitor do Instituto Católico em Paris. Ele também serviu como membro da Comissão Teológica Internacional .

## Episcopado
O Papa João Paulo II o nomeou arcebispo coadjutor de Bordeaux em 7 de junho de 1986. Ele foi consagrado em 28 de setembro daquele ano por Marius Maziers, que foi auxiliado por Jean-Marie Lustiger, então arcebispo de Paris, e por André Collini, arcebispo de Toulouse. Ele conseguiu o Metropolitan de Bordeaux em 31 de maio de 1989.

## Cardinalizado
Ele foi criado e proclamado Cardeal-Sacerdote da SS. Trinità al Monte Pincio no consistório de 26 de novembro de 1994. Ele morreu em 11 de junho de 2001 em Bordeaux e está enterrado no cemitério de Laruns, onde nasceu.

## Link
- «Catholic hierarcy-Ety» (em inglês)
- «The Cardinals of the Holy Roman Church-Ety» (em inglês). Consultado em 9 de agosto de 2018. Arquivado do original em 15 de fevereiro de 2013